# Accord civique et social
L'Accord civique et social (ACyS, Acuerdo Cívico y Social) est une coalition électorale argentine de centre-gauche, formée de l'Union civique radicale (UCR), de la Coalition civique d'Elisa Carrió et du Parti socialiste, qui s'est présentée aux élections générales de juin 2009, arrivant deuxième (28,94 % des voix), juste derrière la coalition au pouvoir, le Front pour la victoire (31,2 % des voix).

## Origine

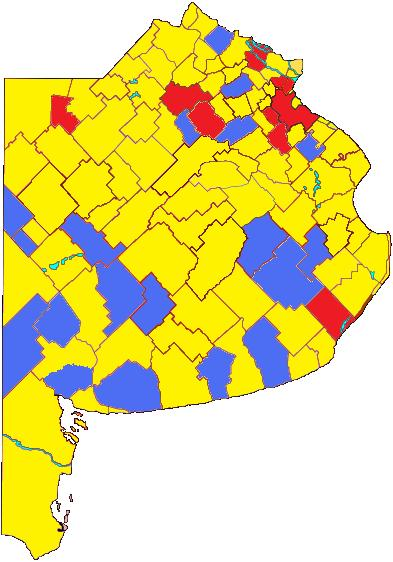
Gagnants dans les partidos de la province de Buenos Aires aux élections générales de 2009. En rouge le Front pour la victoire (centre-gauche), en bleu l'Accord civique et social (centre) et en jaune l'Union Pro (centre-droite).

Les partis de l'ACyS (l'UCR, la Coalition civique (CC) et parti socialiste) ont pris parti, lors de la grève patronale agricole de 2008 (Argentine) (es), en faveur de ces derniers contre le gouvernement péroniste de Cristina Kirchner. Par ailleurs, la CC et le PS avaient déjà présenté la candidature commune d'Elisa Carrió lors de la présidentielle de 2007, accompagnée du sénateur socialiste de Santa Fe Rubén Giustiniani. 
L'Accord civique et social a été lancé le 29 avril 2009 lors d'une conférence de presse en présence d'Elisa Carrió, du sénateur radical Gerardo Morales (président de l'UCR) et de plusieurs autres figures de ces partis (Margarita Stolbizer, etc.), candidats aux législatives. Margarita Stolbizer (GEN, ex-radicale) opposa alors « l'Argentine de la terreur » du kirchnérisme à « l'Argentine du dialogue » de l'ACyS. Malgré cette rhétorique, les deux adversaires appartiennent tous deux au centre-gauche, bien que le kirchnérisme soit péroniste, un mouvement populiste qui historiquement a souvent été opposé au radicalisme et au socialisme.
La coalition s'est divisée en 2008 sur la nationalisation des fonds de pension, puis en octobre 2009 sur le vote de la loi n°26 522 sur les médias qui abroge la loi de 1980, le PS soutenant le gouvernement Kirchner tandis que l'UCR et la Coalition civique s'y opposaient.

## Résultats à l'échelle nationale en 2009
Selon les provinces, la composition exacte de l'ACyS a varié lors des élections générales de 2009. Comme la coalition forme toutefois un groupe parlementaire au niveau fédéral (le deuxième après celui du Front pour la victoire), il faut prendre en compte les résultats de tous les partis qui la composent (l'UCR, la Coalition civique (ou ARI et le Parti socialiste) bien que ceux-ci aient pu parfois présenter des listes autonomes.
| Parti                    | Total des votes à l'échelle nationale | Pourcentage à l'échelle nationale |
| ------------------------ | ------------------------------------- | --------------------------------- |
| Accord civique et social | 4 628 114 votes                       | 22,86 %                           |
| Union civique radicale   | 761 335 votes                         | 3,80 %                            |
| ARI - Coalition civique  | 79 732 votes                          | 0,40 %                            |
| Parti socialiste         | 79 404 votes                          | 0,39 %                            |
| Total ACyS               | 5 548 585 votes                       | 27,45 %                           |

| Chambre             | Sièges détenus avant le 10 décembre 2009 | Sièges obtenus lors des élections de juin 2009 | Sièges détenus depuis le 10 décembre 2009 |
| ------------------- | ---------------------------------------- | ---------------------------------------------- | ----------------------------------------- |
| Chambre des députés | 37 sièges                                | 41 sièges                                      | 78 sièges                                 |
| Sénat               | 9 sièges                                 | 14 sièges                                      | 23 sièges                                 |

## Provinces où se présente l'ACyS et résultats par circonscriptions (2009)
Source: [tt_news=122458&cHash=cbf2aeeec5 Listas de los candidatos de todo el país para las legislativas del 28/06]
| Circonscription                                       | Partis membres de l'ACyS | Candidats principaux                                       | Notes                                                                                              | Résultats aux élections du 28 juin 2009 |  |
| ----------------------------------------------------- | --- | ---------------------------------------------------------- | -------------------------------------------------------------------------------------------------- | --------------------------------------- |  |
| Ville de Buenos Aires                                 | - Coalición Cívica - Unión Cívica Radical                                                                                                   | - Alfonso Prat-Gay - Ricardo Gil Lavedra - Elisa Carrió    | Le Parti socialiste présente une liste autonome.                                                   | - 19,05 % - 344 388 votes - 3e rang     |  |
| Province de Buenos Aires                              | - Coalición Cívica - Consenso Federal - Partido Socialista - Unión Cívica Radical                                                           | - Margarita Stolbizer - Ricardo Alfonsín - Mario Barbieri  | | - 21,48 % - 1 555 825 votes - 3e rang   |  |
| Province de Catamarca                                 | - Coalición Cívica - Partido Socialista - Unión Cívica Radical                                                                              | - Genaro Collantes - Oscar Castillo                        | L'alliance prend le nom de Frente Cívico y Social, qui gouverne la province depuis 2003.           | - 38,86 % - 57 499 votes - Premier      |  |
| Province du Chaco                                     | - Coalición Cívica - Partido Socialista - Unión Cívica Radical                                                                              | - Pablo Orsolini - Alicia Terada                           | Prend le nom d'Alianza Frente de Todos                                                             | - 44,42 % - 227 006 votes - 2e rang     |  |
| Province de Córdoba                                   | - Coalición Cívica - Partido Nuevo contra la Corrupción, por la Honestidad y el Trabajo - Partido Socialista                                | - Luis Juez - Norma Morandini - Gumersindo Alonso          | L'Alliance utilise le nom de Frente Cívico. L'UCR locale présente une liste autonome.              | - 27,97 % - 462 561 votes               |  |
| Province de Corrientes                                | - Coalición Cívica - Partido Socialista - Unión Cívica Radical                                                                              | - Nito Artaza                                              | Prend le nom d'Encuentro por Corrientes                                                            | - 32,75 % - 141 021 - 2e rang           |  |
| Province d'Entre Ríos                                 | - Coalición Cívica - Unión Cívica Radical                                                                                                   | - Atilio Benedetti - Hilda Ré                              | Le Parti socialiste présente une liste autonome.                                                   | - 35,02 % - 228 263 votes - Premier     |  |
| Province de Formosa                                   | - Coalición Cívica - Partido Socialista - Unión Cívica Radical                                                                              | - Ricardo Buryaile - María Inés Delfino                    | | - 35,75 % - 79 366 votes - 2e rang      |  |
| Province de Jujuy                                     | - Movimiento Popular Jujeño - Partido Socialista - Unión Cívica Radical                                                                     | - Mario Fiad                                               | Le Parti Cambio Jujeño, identifié à l'ARI de Carrio, présente une liste autonome.                  | - 30,97 % - 84 284 votes - 2e rang      |  |
| Province de La Pampa                                  | - Partido Socialista - Unión Cívica Radical                                                                                                 | - Juan Carlos Marino - Ulises Forte                        | Prend le nom de Frente Pampeano Cívico y Social                                                    | - 35,47 % - 62 782 votes - 2e rang      |  |
| Province de Mendoza                                   | - Coalición Cívica - Consenso Federal - Partido Socialista - Unión Cívica Radical                                                           | - Ernesto Sanz - Laura Montero                             | Prend le nom de Frente Cívico Federal                                                              | - 48,40 % - 414 822 votes - Premier     |  |
| Province de Neuquén                                   | - Coalición Cívica - Partido Socialista | - Edgardo Kristensen - Beatriz Kreitman                    | Prend le nom d'Acuerdo Cívico y Social ARI-PS. L'UCR locale présente sa propre liste.              | - 5,05 % - 13 805 votes - 6e rang       |  |
| Province de Salta                                     | - Coalición Cívica - Partido Socialista - Propuesta Salteña - Unión Cívica Radical                                                          | - Ricardo Gómez Diez                                       | | - 4,86 % - 23 362 votes - 7e rang       |  |
| Province de San Juan                                  | - Coalición Cívica - Partido Socialista - Unión Cívica Radical                                                                              | - Rodolfo Colombo                                          | | - 15,07 % - 47 836 votes - 3e rang      |  |
| Province de San Luis                                  | - Coalición Cívica - Partido Socialista - Unión Cívica Radical                                                                              | - Daniel Rodríguez Saá                                     | | - 11,94 % - 22 948 votes - 4e rang      |  |
| Province de Santa Cruz                                | - Coalición Cívica - Partido Socialista - Unión Cívica Radical                                                                              | - Eduardo Costa                                            | Prend le nom de Cambiemos para Crecer                                                              | - 42,54 % - 53 133 votes - Premier      |  |
| Province de Santa Fe                                  | - Coalición Cívica - Partido Socialista - Unión Cívica Radical - Partido Comunista - Partido Demócrata Progresista - Solidaridad e Igualdad | - Rubén Giustiniani - Alicia Ciciliani - Silvia Augsburger | Prend le nom de Frente Progresista Cívico y Social, alliance qui gouverne la province depuis 2007. | - 40,60 % - 662 210 votes - 2e rang     |  |
| Province de Santiago del Estero                       | - Coalición Cívica - Partido Socialista - Unión Cívica Radical                                                                              | - José Luis Zavalía                                        | | - 11,07 % - 33 781 votes - 3e rang      |  |
| Terre de Feu, Antarctique et Îles de l'Atlantique Sud | - Coalición Cívica - Partido Socialista | - Leonardo Gorbacz                                         | Prend le nom de Proyecto Progresista. L'UCR locale présente une liste autonome.                    | - 9,36 % - 5 687 votes - 5e rang        |  |
| Province de Tucumán                                   | - Coalición Cívica - Partido Socialista - Unión Cívica Radical                                                                              | - José Cano - Juan Casañas                                 | | - 15,62 % - 108 469 votes - 2e rang     |  |